# Caixi, Shanghang
Caixi är en köping i sydöstra Kina. Den ligger i Shanghang härad i staden Longyan i provinsen Fujian, omkring 300 kilometer väster om provinshuvudstaden Fuzhou. Antalet invånare är 18 035. Befolkningen består av 9 276 kvinnor och 8 759 män. Barn under 15 år utgör 17,0 %, vuxna 15-64 år 71 %, och äldre över 65 år 11,0 %.